# ねじろ (tacicaの曲)
「ねじろ」は、tacicaの2作目の配信限定シングル。2021年4月5日にSEMELPAROUSから発売された。

## 概要
前作「冒険衝動/stars」から約5ヶ月ぶり、配信限定シングルとしては「サイロ」以来、約5年5ヶ月ぶりとなる。
結成16周年に合わせて、プライベート・レーベル　SEMELPAROUS （セメルパルス）よりデジタルリリースされた。

## 収録曲
1. ねじろ [5:56]